# 堅田駅
堅田駅（かたたえき）は、滋賀県大津市真野一丁目にある、西日本旅客鉄道（JR西日本）湖西線の駅である。駅番号はJR-B25。
駅名の「堅田」は、1967年（昭和42年）4月1日に大津市に編入するまで存在した堅田町、また、近江八景のひとつである堅田の落雁（満月寺浮御堂）で知られている。当駅未開業の1900年（明治33年）に発表された鉄道唱歌にも登場する。

## 歴史
- 1974年（昭和49年）7月20日：日本国有鉄道（国鉄）湖西線の開通と同時に開業[2]。
- 1975年（昭和50年）
  - 3月10日：荷物の取り扱いを開始[2]。
  - 5月26日：昭和天皇（第26回全国植樹祭開催に合わせて来県）のお召し列車が近江今津駅 - 堅田駅間で運行[3]。
- 1984年（昭和59年）2月1日：荷物扱い廃止[2]。
- 1987年（昭和62年）4月1日：国鉄分割民営化により、西日本旅客鉄道（JR西日本）の駅となる[2][4]。
- 1998年（平成10年）10月1日：自動改札機を設置し、供用開始[5]。
- 2003年（平成15年）11月1日：ICカード乗車券「ICOCA」の利用が可能となる。
- 2004年（平成16年）6月13日：改札階とプラットホームを結ぶエレベータの使用を開始。
- 2016年（平成28年）3月26日：ダイヤ改正に伴い、緩行線電車の乗り入れが廃止される。
- 2018年（平成30年）3月17日：駅ナンバリングが導入され、使用を開始する[6]。
- 2019年（令和元年）9月24日：堅田駅西口土地区画整理事業に伴う西口広場が完成し、供用開始される[7]。

## 駅構造
島式ホーム2面4線を有する高架駅である。なお、ホーム有効長は12両である。
各ホーム上には待合室が設置されており、各ホームから改札へ階段及びエレベータが1本ずつ通じている。
みどりの窓口があり、みどりの券売機も設置されている。ICOCA対応自動改札機・近距離自動券売機と自動精算機も設置されている。（相互利用可能ICカードはICOCAの項を参照）駅舎内には湖魚総菜販売の西友（にしとも）キヨスク 堅田店、セブン-イレブンハートインがある。バリアフリー対応のトイレは改札内にある。
当駅は駅長が配置された直営駅であり、管理駅として湖西線のすべての中間駅を管轄しているが、近江今津駅にも当駅助役相当の地区駅長を配置して管理業務を分担している。また、起終点を除く湖西線内の直営駅は、当駅と近江今津駅の2駅のみである。

### のりば
| のりば | 路線   | 方向 | 行先                 | 備考          |
| ------ | ------ | ---- | -------------------- | ------------- |
| 1・2   | 湖西線 | 下り | 安曇川・近江今津方面 |               |
| 3・4   | 湖西線 | 上り | 京都・大阪方面       | 一部2番のりば |

付記事項
- 外側2線（1・4番のりば）が本線、内側2線（2・3番のりば）が待避線である。なお、当駅で京都方面へ折り返す列車は2番のりばを使用する。
- 一部列車は当駅で緩急接続を行うため、同一ホームで対面乗り換えをすることができる（当駅始発の京都方面行きも緩急接続の対象となるが、対面乗り換えはできない）。

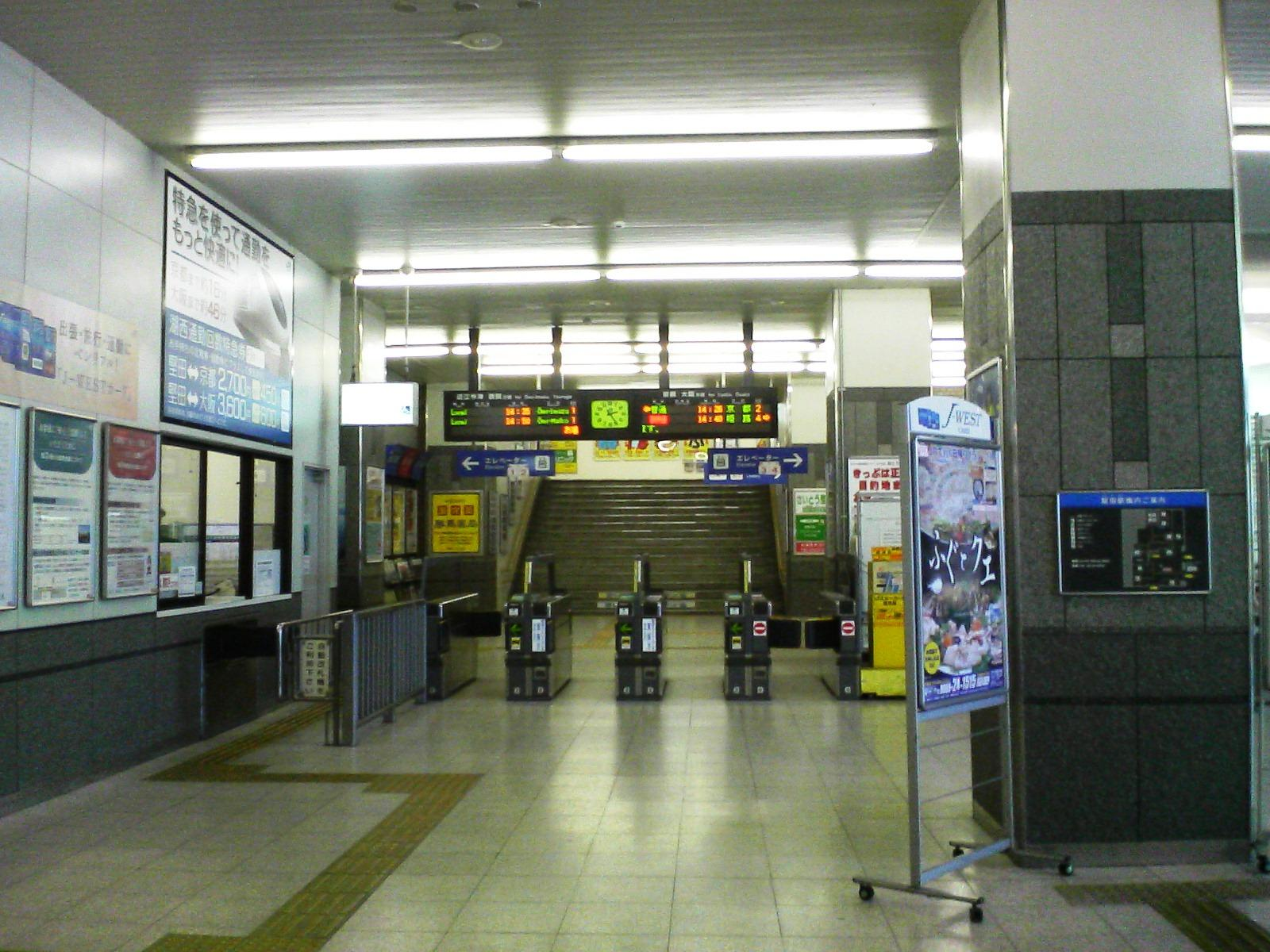
改札口（2007年12月）
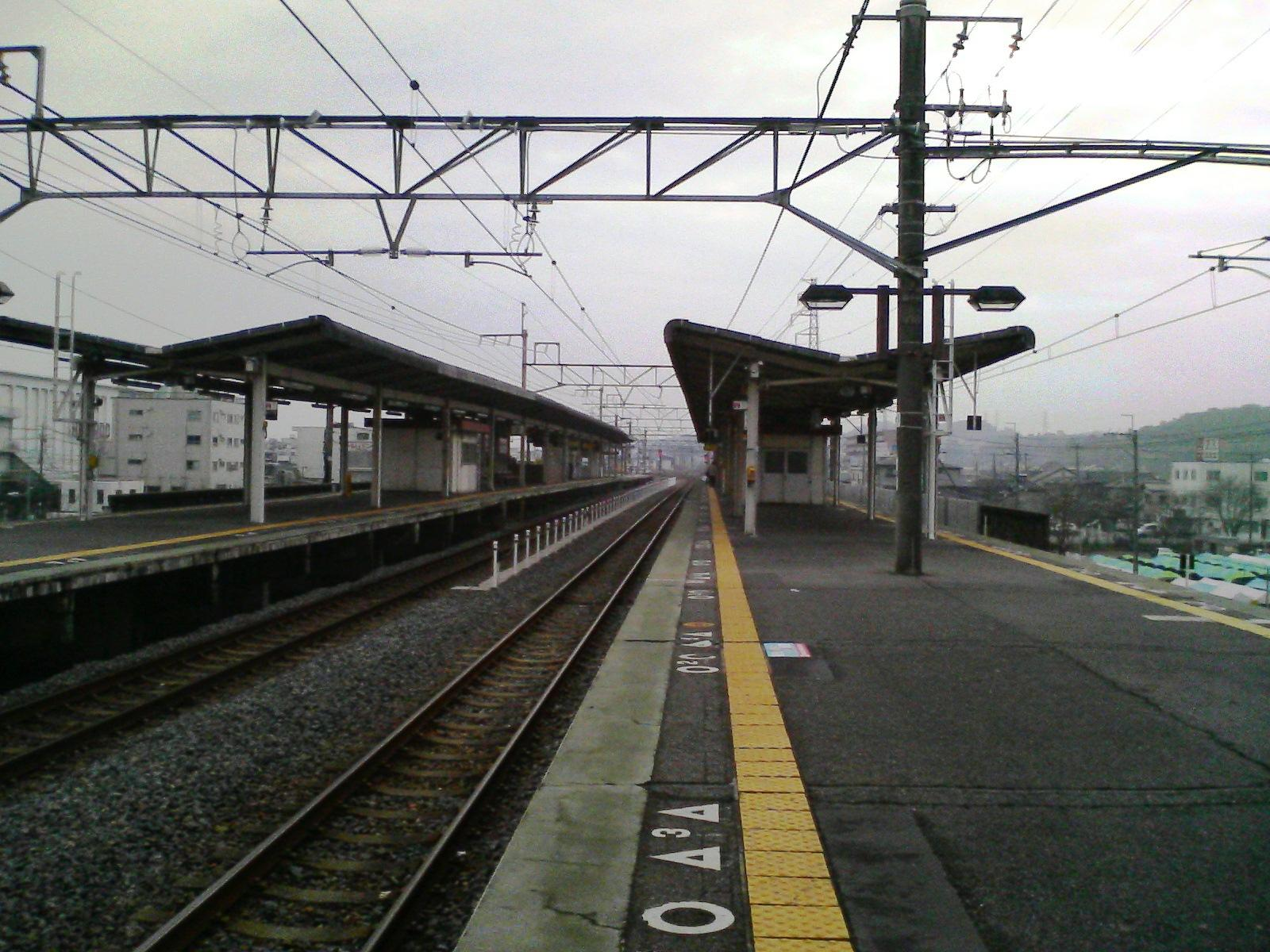
ホーム（2008年1月、画像の奥がおごと温泉方面）

## 利用状況
JR西日本の移動等円滑化取組報告書によれば、2023年度の1日当たりの利用者数は14,750人。「滋賀県統計書」によると、1日平均の乗車人員は以下の通りである。
| 年度   | 1日平均 乗車人員 | 出典        |
| ------ | ---------------- | ----------- |
| 1992年 | 7,520            | [ 統計 2 ]  |
| 1993年 | 7,607            | [ 統計 3 ]  |
| 1994年 | 7,658            | [ 統計 4 ]  |
| 1995年 | 7,822            | [ 統計 5 ]  |
| 1996年 | 7,958            | [ 統計 6 ]  |
| 1997年 | 7,879            | [ 統計 7 ]  |
| 1998年 | 7,927            | [ 統計 8 ]  |
| 1999年 | 7,709            | [ 統計 9 ]  |
| 2000年 | 7,633            | [ 統計 10 ] |
| 2001年 | 7,604            | [ 統計 11 ] |
| 2002年 | 7,474            | [ 統計 12 ] |
| 2003年 | 7,531            | [ 統計 13 ] |
| 2004年 | 7,544            | [ 統計 14 ] |
| 2005年 | 7,654            | [ 統計 15 ] |
| 2006年 | 7,718            | [ 統計 16 ] |
| 2007年 | 7,716            | [ 統計 17 ] |
| 2008年 | 7,860            | [ 統計 18 ] |
| 2009年 | 7,800            | [ 統計 19 ] |
| 2010年 | 7,754            | [ 統計 20 ] |
| 2011年 | 7,747            | [ 統計 21 ] |
| 2012年 | 7,814            | [ 統計 22 ] |
| 2013年 | 8,008            | [ 統計 23 ] |
| 2014年 | 7,939            | [ 統計 24 ] |
| 2015年 | 8,197            | [ 統計 25 ] |
| 2016年 | 8,165            | [ 統計 26 ] |
| 2017年 | 8,085            | [ 統計 27 ] |
| 2018年 | 7,978            | [ 統計 28 ] |
| 2019年 | 7,843            | [ 統計 29 ] |
| 2020年 | 6,414            | [ 統計 30 ] |
| 2021年 | 6,610            | [ 統計 31 ] |
| 2022年 | 7,143            | [ 統計 32 ] |

## 駅周辺

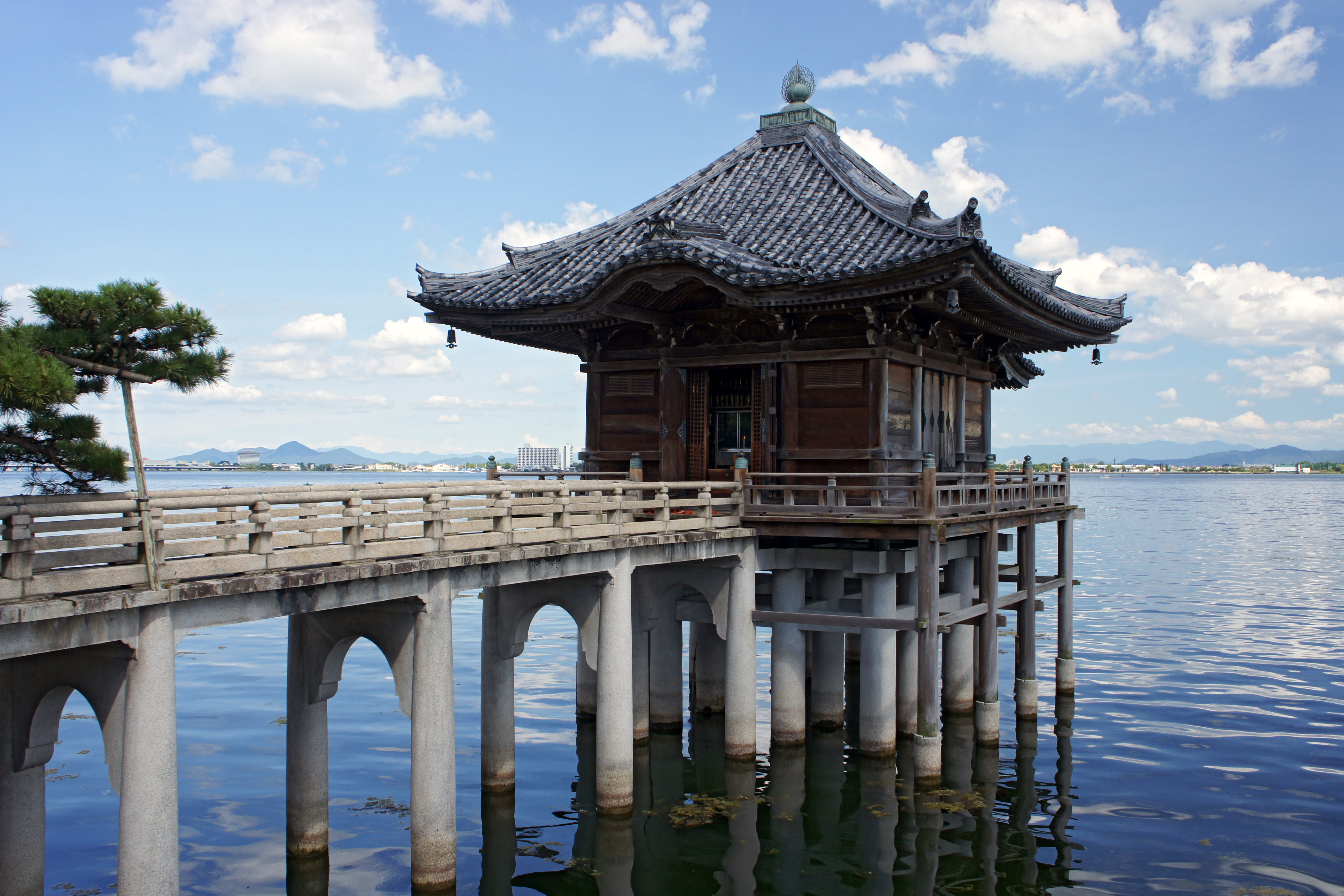
満月寺浮御堂

駅からほど近い所を通過する南北方向の滋賀県道558号（西近江路）に沿って大規模な商業施設のほか、ファーストフードやコンビニなどのロードサイド店舗が多く所在する。
また、東西方向の国道477号と滋賀県道558号が交差する琵琶湖大橋交差点は交通の要衝となっている。
- 志賀廼家淡海顕彰碑
- 満月寺
  - 満月寺浮御堂
- 祥瑞寺
- 泉福寺
- 海蔵寺
- 出島灯台
- 居初邸
- 伊豆神社
- 本福寺
- 勾当内侍
- 堅田教会
- 春日山古墳群
- 滋賀県
  - 公安委員会警察本部大津北警察署
  - 滋賀県立堅田高等学校
- 大津市
  - 消防局大津市北消防署
  - 堅田支所
  - 大津市立北図書館
- 東洋紡 総合研究所・大津医薬工場[12]
- 杢兵衛造船所
- アル・プラザ堅田
- 堅田郵便局
- 国道477号
  - 琵琶湖大橋
  - 道の駅びわ湖大橋米プラザ
- 滋賀県道558号高島大津線

## バス路線

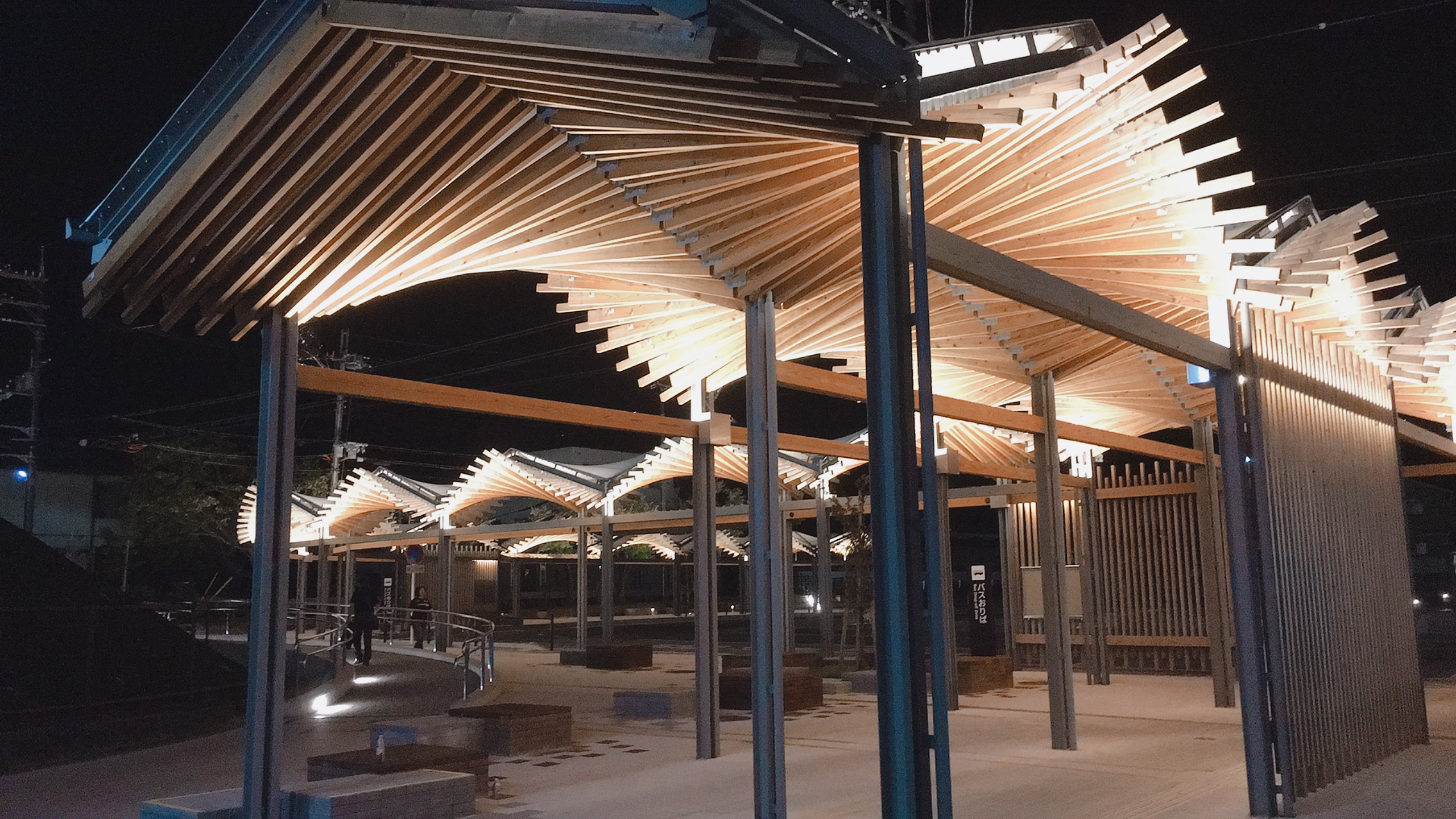
堅田駅西口ロータリー（2019年9月）

駅東口のロータリー内に「堅田駅」、駅西口のロータリー内に「堅田駅西口」の各停留所をそれぞれ設けているが、ほとんどの路線が駅東口側を発着する。
なお、堅田駅西口を発着する路線は2020年（令和2年）3月14日に運行を開始した（同日から96系統の発着地が「堅田駅西口」に変更された）。
| 堅田駅     | 堅田駅                | 堅田駅                              | 堅田駅                                                                    |
| 乗り場     | 運行事業者            | 系統または路線名・行先              | 備考                                                                      |
| ---------- | --------------------- | ----------------------------------- | ------------------------------------------------------------------------- |
| 1          | 江若交通              | 102：県庁前 103：大津駅             | 102：平日朝に運行。本数わずか。                                           |
| 2          | 江若交通              | 80：免許センター前                  |                                                                           |
| 2          | 江若交通              | 85：佐川美術館                      |                                                                           |
| 2          | 江若交通 近江鉄道バス | 84・86：守山駅 琵琶湖大橋線：守山駅 | 江若交通と近江鉄道バスによる共同運行路線 （愛称は「びわ湖横断エコバス」） |
| 2          | 江若交通              | 100：堅田駅                         | （堅田の町内を循環）                                                      |
| 3          | 江若交通              | 18：堅田駅                          | びわ湖ローズタウン方面                                                    |
| 3          | 江若交通              | 19：小野駅                          | びわ湖ローズタウン方面                                                    |
| 3          | 江若交通              | 51：細川                            | 朝1便のみ（春分の日から12月第1日曜の土曜・日曜・祝日に運行）              |
| 3          | 江若交通              | 54・59：伊香立小学校前              | 通学路線。本数わずか。                                                    |
| 3          | 江若交通              | 57：堅田駅                          | （伊香立循環バス）                                                        |
| 堅田駅西口 |                       |                                     |                                                                           |
| -          | 江若交通              | 96：堅田駅西口                      | （堅田仰木の里循環）                                                      |
| -          | 江若交通              | 140：比叡山頂                       | 朝1便のみ（春分の日から12月第1日曜の土曜・日曜・祝日に運行）              |

付記事項
- 上記の他、東洋紡総合研究所へ向かう直通バス（110系統）の運行もあるが、同社の関係者以外は乗車することができない。なお、江若交通の公式サイト内にある路線図には同系統の案内もある[16]。
- かつては52系統も当停留所を経由したが、2021年（昭和年）3月12日の運行をもって廃止された[17][18]。

## 隣の駅
西日本旅客鉄道（JR西日本）
 湖西線
- 特急「サンダーバード」（一部停車）

■新快速
近江舞子駅 (JR-B19) - 堅田駅 (JR-B25) - 比叡山坂本駅 (JR-B27)
■快速
近江舞子駅 (JR-B19) - 堅田駅 (JR-B25) - おごと温泉駅 (JR-B26)
■普通
小野駅 (JR-B24) - 堅田駅 (JR-B25) - おごと温泉駅 (JR-B26)

### 記事本文
1. 1 2  『週刊 JR全駅・全車両基地』 02号 大阪駅・神戸駅・鶴橋駅ほか77駅、朝日新聞出版〈週刊朝日百科〉、2012年8月12日、25頁。
2. 1 2 3 4 5  石野哲 編『停車場変遷大事典 国鉄・JR編』 II（初版）、JTB、1998年10月1日、118頁。ISBN 978-4-533-02980-6。
3. ↑  原武史『昭和天皇御召列車全記録』新潮社、2016年9月30日、144頁。ISBN 978-4-10-320523-4。
4. ↑  朝日新聞出版分冊百科編集部 編『週刊歴史でめぐる鉄道全路線国鉄・JR』 42号 阪和線・和歌山線・桜井線・湖西線・関西空港線、曽根悟 監修、朝日新聞出版〈週刊朝日百科〉、2010年5月16日、26頁。
5. ↑  「JR年表」『JR気動車客車編成表 '99年版』ジェー・アール・アール、1999年7月1日、185頁。ISBN 4-88283-120-1。
6. ↑  『近畿エリアの12路線 のべ300駅に「駅ナンバー」を導入します！』（プレスリリース）2016年7月20日。
7. ↑  “JR堅田駅に「西口広場」完成 利用開始24日から”. 京都新聞 (京都新聞社). (2019年9月22日).  オリジナルの2019年10月29日時点におけるアーカイブ。 2021年3月9日閲覧。
8. ↑  ジェイアール西日本デイリーサービスネット
9. ↑  “西友（にしとも） 店舗案内：キヨスク 堅田店”.   川魚の西友（旧社名：西友商店）. 2022年4月3日閲覧。
10. ↑  ジェイアール西日本デイリーサービスネット
11. 1 2  “堅田駅｜構内図：JRおでかけネット”.   西日本旅客鉄道. 2023年1月13日閲覧。
12. ↑  “東洋紡　本社・事業所”.   東洋紡(TOYOBO). 2022年3月29日閲覧。
13. ↑  “堅田駅・堅田駅西口バスのりば案内図”.   江若交通. 2022年3月19日閲覧。
14. ↑  “主要駅における乗り場のご案内について（堅田駅）”.   近江バス・湖国バス. 2022年9月9日閲覧。
15. ↑  “2020年3月14日（土） 時刻改正のお知らせ”.   江若交通. 2022年3月20日閲覧。
16. ↑  “江若交通 堅田営業所管内 路線図 No.1（浜大津線）” (PDF). 運行経路図.   江若交通 (2023年3月18日). 2023年10月10日閲覧。 “（注：110系統（東洋紡直通）は停留所時刻表に記されていないが、路線図に案内があるためそれを出典として用いた）”
17. ↑  「途中が終点のバス 12日運行終了 途中は途中のバス停に 滋賀・大津」『乗りものニュース』メディア・ヴァーグ、2021年3月11日。
18. ↑  「「途中やけど終点でーす」で、おなじみのバス路線が無念の廃止」『まいどなニュース』京都新聞社、2021年3月28日。

### 利用状況
1. 1 2  “移動等円滑化取組報告書（鉄道駅）（令和5年度）”.   西日本旅客鉄道. 2025年3月15日閲覧。
2. ↑  平成4年度滋賀県統計書 P.212
3. ↑  平成5年滋賀県統計書[リンク切れ]
4. ↑  平成6年滋賀県統計書[リンク切れ]
5. ↑  平成7年滋賀県統計書[リンク切れ]
6. ↑  平成8年滋賀県統計書[リンク切れ]
7. ↑  平成9年滋賀県統計書[リンク切れ]
8. ↑  平成10年滋賀県統計書[リンク切れ]
9. ↑  平成11年滋賀県統計書[リンク切れ]
10. ↑  平成12年滋賀県統計書[リンク切れ]
11. ↑  平成13年滋賀県統計書[リンク切れ]
12. ↑  平成14年滋賀県統計書[リンク切れ]
13. ↑  平成15年滋賀県統計書[リンク切れ]
14. ↑  平成16年滋賀県統計書[リンク切れ]
15. ↑  平成17年滋賀県統計書[リンク切れ]
16. ↑  平成18年滋賀県統計書[リンク切れ]
17. ↑  平成19年滋賀県統計書[リンク切れ]
18. ↑  平成20年滋賀県統計書[リンク切れ]
19. ↑  平成21年滋賀県統計書[リンク切れ]
20. ↑  平成22年滋賀県統計書[リンク切れ]
21. ↑  平成23年滋賀県統計書
22. ↑  平成24年滋賀県統計書
23. ↑  平成25年滋賀県統計書
24. ↑  平成26年滋賀県統計書
25. ↑  平成27年滋賀県統計書
26. ↑  平成28年滋賀県統計書
27. ↑  平成29年滋賀県統計書
28. ↑  平成30年滋賀県統計書 (PDF)
29. ↑  令和元年滋賀県統計書 (PDF)
30. ↑  令和2年滋賀県統計書 (PDF)
31. ↑  令和3年滋賀県統計書 (PDF)
32. ↑  令和4年滋賀県統計書 (PDF)